# Педьев, Владимир Евсеевич
Владимир Евсеевич Педьев (июль 1906, с. Коричинцы Рымовые, Летичевский уезд, Подольская губерния, Российская империя — 1980) — советский партийный и государственный деятель, председатель Горьковского (1944—1946) и Ивановского (1946—1948) облисполкомов.

## Биография
Родился в семье рабочего-железнодорожника. Окончил экстерном Винницкую школу советского и партийного строительства, в 1927—1933 гг. обучался на кооперативных курсах Украинского Союза потребительских обществ, в Киевском кооперативном институте, во Всесоюзном механико-техническом институте пищевой промышленности. В 1938 г. окончил один курс Академии Железнодорожного Транспорта имени И. В. Сталина.
- 1924—1926 гг. — реорганизатор, секретарь районного комитета ЛКСМ Украины,
- июнь-ноябрь 1927 г. — инструктор Проскуровского окружного Союза потребительских обществ,
- 1928—1930 гг. — инструктор, директор межрайонной базы Проскуровского окружного Союза потребительских обществ,
- 1933—1936 гг. — инструктор, заместитель начальник Одесского отделения Политического управления Народного комиссариата путей сообщения СССР,
- 1938—1939 гг. — заместитель прокурора Куйбышевской железной дороги,
- 1939—1940 гг. — прокурор Горьковской железной дороги,
- 1940—1941 гг. — заместитель начальника Политического отдела Южно-Донской железной дороги,
- август-октябрь 1941 г. — заместитель начальника Организационно-инструкторского отдела Политического управления Народного комиссариата
- путей сообщения СССР,
- 1941—1942 гг. — комиссар Военно-эксплуатационного отдела № 33 Военно-эксплуатационного управления Московского узла железных дорог,
- 1942—1943 гг. — ответственный контролёр Комиссии партийного контроля при ЦК ВКП(б),
- 1943—1944 гг. — уполномоченный Комиссии партийного контроля при ЦК ВКП(б) по Горьковской области,
- 1944—1946 гг. — председатель исполнительного комитета Горьковского областного Совета,
- 1946 г. — в распоряжении ЦК ВКП(б),
- 1946—1948 гг. — председатель исполнительного комитета Ивановского областного Совета,
- 1948—1949 гг. — второй секретарь Каменец-Подольского областного комитета КП(б) Украины,
- 1949—1953 гг. — секретарь Винницкого областного комитета КП(б) Украины, секретарь Одесского областного комитета КП Украины,
- 1953—1956 гг. — начальник политического отдела Одесской железной дороги,
- 1956—1958 гг. — председатель Одесского профсоюза железнодорожников,

С 1958 г. — в органах государственного, советского контроля (Одесская область).

## Награды и звания
Награждён орденом Отечественной Войны I-й степени, медалями «За оборону Москвы» (1944), «За победу над Германией», «За доблестный труд в Великой Отечественной войне 1941-1945 гг.».